# Coppa del Mondo di sci alpino 2000
La Coppa del Mondo di sci alpino 2000 fu la trentaquattresima edizione della manifestazione organizzata dalla Federazione Internazionale Sci; ebbe inizio il 31 ottobre 1999 a Tignes, in Francia, e si concluse il 19 marzo 2000 a Bormio, in Italia. Nel corso della stagione non si tennero né rassegne olimpiche né iridate.
In campo maschile furono disputate 40 delle 41 gare in programma (11 discese libere, 7 supergiganti, 9 slalom giganti, 11 slalom speciali, 2 combinate), in 21 diverse località. L'austriaco Hermann Maier si aggiudicò sia la Coppa del Mondo generale, sia quelle di discesa libera, di supergigante e di slalom gigante; il norvegese Kjetil André Aamodt vinse quella di slalom speciale. Il norvegese Lasse Kjus era il detentore uscente della Coppa generale.
In campo femminile furono disputate 40 gare (10 discese libere, 8 supergiganti, 11 slalom giganti, 10 slalom speciali, 1 combinata), in 18 diverse località. L'austriaca Renate Götschl si aggiudicò sia la Coppa del Mondo generale, sia quella di supergigante; la tedesca Regina Häusl vinse la Coppa di discesa libera, l'austriaca Michaela Dorfmeister quella di slalom gigante e la slovena Špela Pretnar quella di slalom speciale. L'austriaca Alexandra Meissnitzer era la detentrice uscente della Coppa generale.

## Uomini

### Risultati
| Data             | Località               | Nazione       | Pista                | Spec. | Primo                     | Secondo                       | Terzo                           |
| ---------------- | ---------------------- | ------------- | -------------------- | ----- | ------------------------- | ----------------------------- | ------------------------------- |
| 31 ottobre 1999  | Tignes                 | Francia       |                      | GS    | Hermann Maier             | Michael von Grünigen          | Kjetil André Aamodt             |
| 23 novembre 1999 | Vail                   | Stati Uniti   |                      | SL    | Didier Plaschy            | Thomas Stangassinger          | Kjetil André Aamodt Matteo Nana |
| 24 novembre 1999 | Vail                   | Stati Uniti   |                      | GS    | Hermann Maier             | Michael von Grünigen          | Andreas Schifferer              |
| 27 novembre 1999 | Beaver Creek           | Stati Uniti   | Birds of Prey        | DH    | Hermann Maier             | Stephan Eberharter            | Kristian Ghedina                |
| 28 novembre 1999 | Beaver Creek           | Stati Uniti   | Birds of Prey        | SG    | Hermann Maier             | Stephan Eberharter            | Lasse Kjus                      |
| 4 dicembre 1999  | Lake Louise            | Canada        |                      | DH    | Hannes Trinkl             | Hermann Maier                 | Stephan Eberharter              |
| 5 dicembre 1999  | Lake Louise            | Canada        |                      | SG    | Hermann Maier             | Fredrik Nyberg                | Josef Strobl                    |
| 13 dicembre 1999 | Madonna di Campiglio   | Italia        | 3-Tre                | SL    | Finn Christian Jagge      | Benjamin Raich                | Thomas Stangassinger            |
| 17 dicembre 1999 | Val Gardena            | Italia        | Saslong              | DH    | Kristian Ghedina          | Josef Strobl                  | Ed Podivinsky                   |
| 18 dicembre 1999 | Val Gardena            | Italia        | Saslong              | DH    | Andreas Schifferer        | Kristian Ghedina              | Hermann Maier                   |
| 19 dicembre 1999 | Alta Badia             | Italia        | Gran Risa            | GS    | Joël Chenal               | Hermann Maier                 | Rainer Salzgeber                |
| 21 dicembre 1999 | Kranjska Gora          | Slovenia      | Podkoren             | SL    | Didier Plaschy            | Benjamin Raich                | Thomas Stangassinger            |
| 22 dicembre 1999 | Saalbach-Hinterglemm   | Austria       | Zwölfer              | GS    | Christian Mayer           | Hermann Maier                 | Benjamin Raich                  |
| 8 gennaio 2000   | Chamonix               | Francia       | La Verte des Houches | DH    | Hermann Maier             | Stephan Eberharter            | Hannes Trinkl                   |
| 9 gennaio 2000   | Chamonix               | Francia       | La Verte des Houches | SL    | Angelo Weiss              | Kjetil André Aamodt           | Matjaž Vrhovnik                 |
| 9 gennaio 2000   | Chamonix               | Francia       | La Verte des Houches | KB    | Kjetil André Aamodt       | Hermann Maier                 | Paul Accola                     |
| 15 gennaio 2000  | Wengen                 | Svizzera      | Lauberhorn           | DH    | Josef Strobl              | Hermann Maier                 | Ed Podivinsky                   |
| 16 gennaio 2000  | Wengen                 | Svizzera      | Männlichen/Jungfrau  | SL    | Kjetil André Aamodt       | Ole Kristian Furuseth         | Drago Grubelnik                 |
| 21 gennaio 2000  | Kitzbühel              | Austria       | Streifalm            | SG    | Hermann Maier             | Werner Franz                  | Didier Cuche                    |
| 22 gennaio 2000  | Kitzbühel              | Austria       | Streif               | DH    | Fritz Strobl              | Kristian Ghedina Josef Strobl |                                 |
| 23 gennaio 2000  | Kitzbühel              | Austria       | Ganslern             | SL    | Mario Matt                | Matjaž Vrhovnik               | Benjamin Raich                  |
| 23 gennaio 2000  | Kitzbühel              | Austria       | Streif Ganslern      | KB    | Kjetil André Aamodt       | Fredrik Nyberg                | Hermann Maier                   |
| 29 gennaio 2000  | Garmisch-Partenkirchen | Germania      | Kandahar             | DH    | Hermann Maier             | Kristian Ghedina              | Hannes Trinkl                   |
| 5 febbraio 2000  | Todtnau                | Germania      |                      | GS    | Hermann Maier             | Fredrik Nyberg                | Michael von Grünigen            |
| 6 febbraio 2000  | Todtnau                | Germania      |                      | SL    | Rainer Schönfelder        | Kjetil André Aamodt           | Ole Kristian Furuseth           |
| 12 febbraio 2000 | Sankt Anton am Arlberg | Austria       | Karl Schranz         | SG    | Josef Strobl              | Didier Cuche                  | Stephan Eberharter              |
| 13 febbraio 2000 | Sankt Anton am Arlberg | Austria       | Karl Schranz         | SG    | Werner Franz Fritz Strobl |                               | Hermann Maier                   |
| 19 febbraio 2000 | Adelboden              | Svizzera      | Chuenisbärgli        | GS    | annullata                 | annullata                     | annullata                       |
| 20 febbraio 2000 | Adelboden              | Svizzera      | Chuenisbärgli        | SL    | Matjaž Vrhovnik           | Kjetil André Aamodt           | Mario Matt                      |
| 26 febbraio 2000 | Yongpyong              | Corea del Sud |                      | GS    | Benjamin Raich            | Michael von Grünigen          | Joël Chenal                     |
| 27 febbraio 2000 | Yongpyong              | Corea del Sud |                      | SL    | Mitja Kunc                | Ole Kristian Furuseth         | Mario Matt                      |
| 3 marzo 2000     | Kvitfjell              | Norvegia      | Olympiabakken        | DH    | Daron Rahlves             | Didier Cuche                  | Hermann Maier                   |
| 4 marzo 2000     | Kvitfjell              | Norvegia      | Olympiabakken        | DH    | Daron Rahlves             | Kristian Ghedina              | Max Rauffer                     |
| 5 marzo 2000     | Kvitfjell              | Norvegia      | Olympiabakken        | SG    | Kristian Ghedina          | Hermann Maier                 | Andreas Schifferer              |
| 8 marzo 2000     | Kranjska Gora          | Slovenia      | Podkoren             | GS    | Christian Mayer           | Joël Chenal                   | Marco Büchel                    |
| 9 marzo 2000     | Schladming             | Austria       |                      | SL    | Mario Matt                | Ole Kristian Furuseth         | Thomas Stangassinger            |
| 11 marzo 2000    | Hinterstoder           | Austria       |                      | GS    | Christian Mayer           | Marco Büchel                  | Hermann Maier                   |
| 15 marzo 2000    | Bormio                 | Italia        | Stelvio              | DH    | Hannes Trinkl             | Hermann Maier                 | Christian Greber                |
| 16 marzo 2000    | Bormio                 | Italia        | Stelvio              | SG    | Hermann Maier             | Fritz Strobl                  | Werner Franz Andreas Schifferer |
| 18 marzo 2000    | Bormio                 | Italia        |                      | GS    | Benjamin Raich            | Christian Mayer               | Heinz Schilchegger              |
| 19 marzo 2000    | Bormio                 | Italia        |                      | SL    | Ole Kristian Furuseth     | Benjamin Raich                | Matjaž Vrhovnik                 |

Legenda:

DH = discesa libera

SG = supergigante

GS = slalom gigante

SL = slalom speciale

KB = combinata

### Classifiche

#### Generale

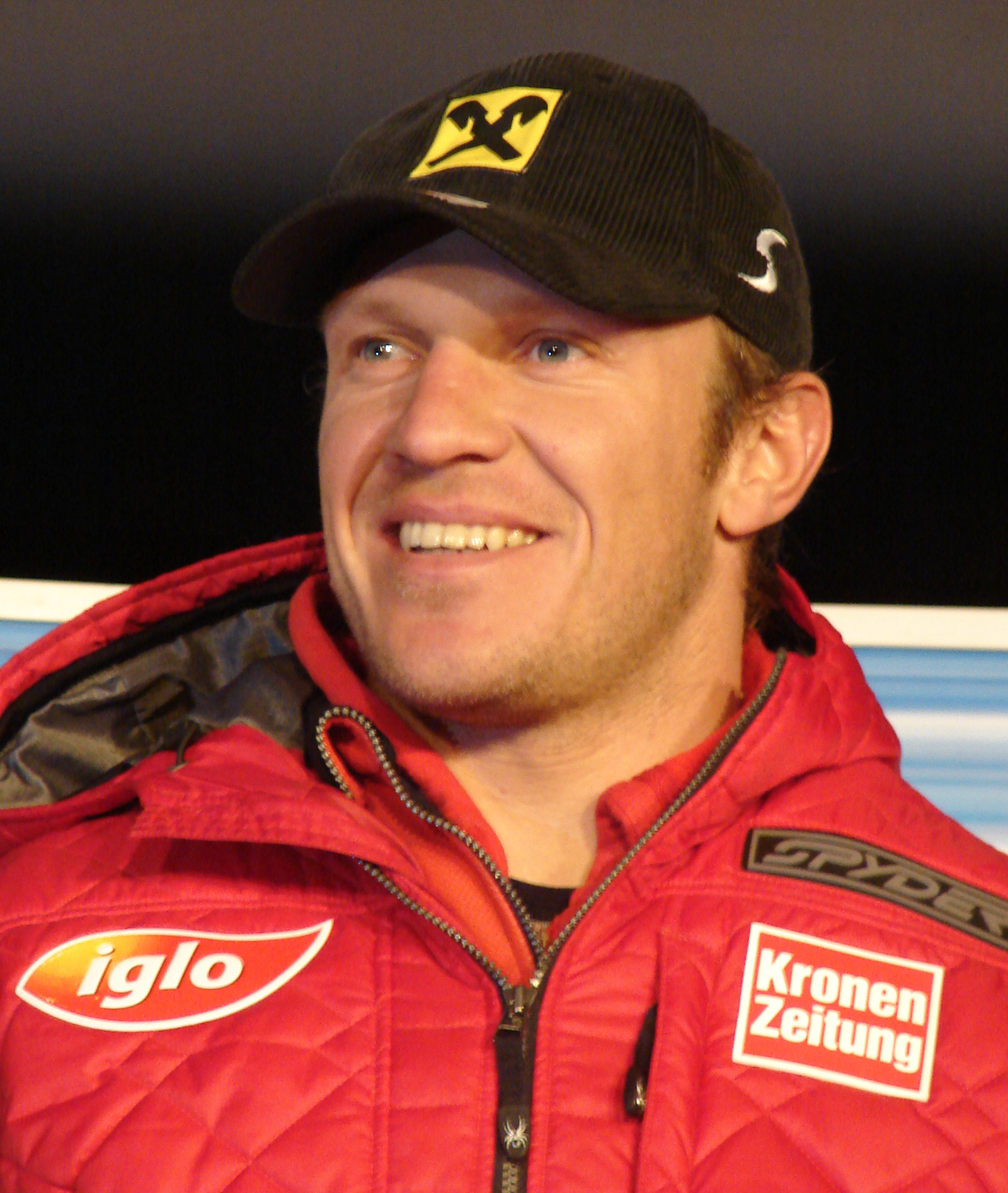
Hermann Maier nel 2006

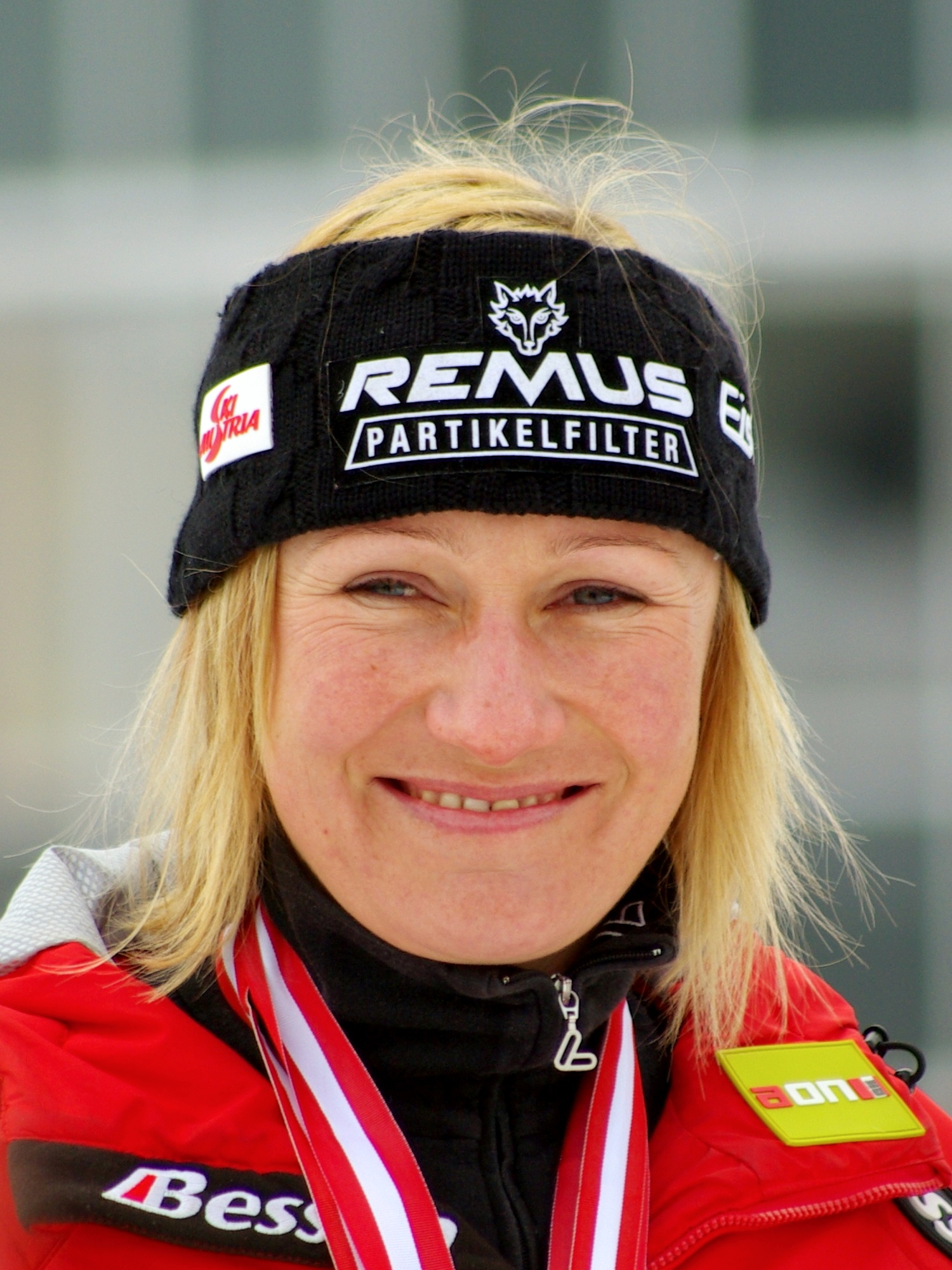
Renate Götschl nel 2008

| Pos. | Nome                | Nazione  | Punti |
| ---- | ------------------- | -------- | ----- |
| 1    | Hermann Maier       | Austria  | 2000  |
| 2    | Kjetil André Aamodt | Norvegia | 1440  |
| 3    | Josef Strobl        | Austria  | 994   |
| 4    | Kristian Ghedina    | Italia   | 958   |
| 5    | Andreas Schifferer  | Austria  | 905   |
| 6    | Stephan Eberharter  | Austria  | 904   |
| 7    | Fritz Strobl        | Austria  | 889   |
| 8    | Christian Mayer     | Austria  | 802   |
| 9    | Benjamin Raich      | Austria  | 788   |
| 10   | Werner Franz        | Austria  | 762   |

#### Discesa libera
| Pos. | Nome               | Nazione | Punti |
| ---- | ------------------ | ------- | ----- |
| 1    | Hermann Maier      | Austria | 800   |
| 2    | Kristian Ghedina   | Italia  | 677   |
| 3    | Josef Strobl       | Austria | 533   |
| 4    | Hannes Trinkl      | Austria | 507   |
| 5    | Stephan Eberharter | Austria | 454   |

#### Supergigante
| Pos. | Nome               | Nazione | Punti |
| ---- | ------------------ | ------- | ----- |
| 1    | Hermann Maier      | Austria | 540   |
| 2    | Werner Franz       | Austria | 371   |
| 3    | Fritz Strobl       | Austria | 354   |
| 4    | Josef Strobl       | Austria | 305   |
| 5    | Andreas Schifferer | Austria | 294   |

#### Slalom gigante
| Pos. | Nome                 | Nazione  | Punti |
| ---- | -------------------- | -------- | ----- |
| 1    | Hermann Maier        | Austria  | 520   |
| 2    | Christian Mayer      | Austria  | 517   |
| 3    | Michael von Grünigen | Svizzera | 466   |
| 4    | Benjamin Raich       | Austria  | 420   |
| 5    | Joël Chenal          | Francia  | 349   |

#### Slalom speciale
| Pos. | Nome                  | Nazione  | Punti |
| ---- | --------------------- | -------- | ----- |
| 1    | Kjetil André Aamodt   | Norvegia | 598   |
| 2    | Ole Kristian Furuseth | Norvegia | 554   |
| 3    | Matjaž Vrhovnik       | Slovenia | 538   |
| 4    | Mario Matt            | Austria  | 384   |
| 5    | Thomas Stangassinger  | Austria  | 369   |

#### Combinata
Nel 2000 fu anche stilata la classifica della combinata, sebbene non venisse assegnato alcun trofeo al vincitore.
| Pos. | Nome                | Nazione  | Punti |
| ---- | ------------------- | -------- | ----- |
| 1    | Kjetil André Aamodt | Norvegia | 200   |
| 2    | Hermann Maier       | Austria  | 140   |
| 3    | Fredrik Nyberg      | Svezia   | 102   |
| 4    | Paul Accola         | Svizzera | 100   |
| 5    | Fritz Strobl        | Austria  | 82    |

## Donne

### Risultati
| Data             | Località                | Nazione     | Pista                | Spec. | Prima                         | Seconda                     | Terza                        |
| ---------------- | ----------------------- | ----------- | -------------------- | ----- | ----------------------------- | --------------------------- | ---------------------------- |
| 31 ottobre 1999  | Tignes                  | Francia     |                      | GS    | Sonja Nef                     | Anna Ottosson               | Anita Wachter                |
| 19 novembre 1999 | Copper Mountain         | Stati Uniti |                      | GS    | Régine Cavagnoud              | Karen Putzer                | Michaela Dorfmeister         |
| 20 novembre 1999 | Copper Mountain         | Stati Uniti |                      | SL    | Christel Pascal Špela Pretnar |                             | Trine Bakke                  |
| 27 novembre 1999 | Lake Louise             | Canada      |                      | DH    | Isolde Kostner                | Hilde Gerg                  | Corinne Rey-Bellet           |
| 28 novembre 1999 | Lake Louise             | Canada      |                      | SG    | Mojca Suhadolc                | Hilde Gerg                  | Isolde Kostner               |
| 4 dicembre 1999  | Serre Chevalier         | Francia     |                      | GS    | Michaela Dorfmeister          | Anita Wachter               | Silke Bachmann               |
| 5 dicembre 1999  | Serre Chevalier         | Francia     |                      | SL    | Janica Kostelić               | Trine Bakke                 | Sabine Egger                 |
| 8 dicembre 1999  | Val-d'Isère             | Francia     |                      | SG    | Isolde Kostner                | Hilde Gerg                  | Pernilla Wiberg              |
| 9 dicembre 1999  | Val-d'Isère             | Francia     |                      | GS    | Michaela Dorfmeister          | Silvia Berger               | Régine Cavagnoud             |
| 12 dicembre 1999 | Sestriere               | Italia      |                      | SL    | Janica Kostelić               | Anja Pärson                 | Christel Pascal              |
| 17 dicembre 1999 | Sankt Moritz            | Svizzera    |                      | DH    | Isolde Kostner                | Regina Häusl                | Špela Bračun                 |
| 18 dicembre 1999 | Sankt Moritz            | Svizzera    |                      | DH    | Pernilla Wiberg               | Renate Götschl              | Hilde Gerg                   |
| 19 dicembre 1999 | Sankt Moritz            | Svizzera    |                      | SG    | Karen Putzer                  | Alessandra Merlin           | Régine Cavagnoud             |
| 28 dicembre 1999 | Lienz                   | Austria     |                      | GS    | Anita Wachter                 | Allison Forsyth             | Birgit Heeb                  |
| 29 dicembre 1999 | Lienz                   | Austria     |                      | SL    | Sabine Egger                  | Nataša Bokal                | Karin Köllerer               |
| 5 gennaio 2000   | Maribor                 | Slovenia    |                      | GS    | Michaela Dorfmeister          | Sonja Nef                   | Anita Wachter                |
| 6 gennaio 2000   | Maribor                 | Slovenia    |                      | SL    | Trine Bakke                   | Špela Pretnar               | Sabine Egger                 |
| 8 gennaio 2000   | Berchtesgaden           | Germania    | Loipl                | GS    | Michaela Dorfmeister          | Karen Putzer                | Martina Ertl                 |
| 9 gennaio 2000   | Berchtesgaden           | Germania    | Loipl                | SL    | Špela Pretnar                 | Christel Pascal             | Trine Bakke                  |
| 15 gennaio 2000  | Altenmarkt-Zauchensee   | Austria     |                      | DH    | Corinne Rey-Bellet            | Regina Häusl                | Martina Ertl                 |
| 16 gennaio 2000  | Altenmarkt-Zauchensee   | Austria     |                      | SG    | Renate Götschl                | Tanja Schneider             | Regina Häusl                 |
| 22 gennaio 2000  | Cortina d'Ampezzo       | Italia      | Olimpia delle Tofane | DH    | Régine Cavagnoud              | Tanja Schneider             | Mojca Suhadolc               |
| 23 gennaio 2000  | Cortina d'Ampezzo       | Italia      |                      | GS    | Anna Ottosson                 | Allison Forsyth Birgit Heeb |                              |
| 10 febbraio 2000 | Santa Caterina Valfurva | Italia      |                      | DH    | Isolde Kostner                | Regina Häusl                | Corinne Rey-Bellet           |
| 11 febbraio 2000 | Santa Caterina Valfurva | Italia      |                      | SG    | Michaela Dorfmeister          | Régine Cavagnoud            | Renate Götschl               |
| 12 febbraio 2000 | Santa Caterina Valfurva | Italia      |                      | SL    | Špela Pretnar                 | Christel Pascal             | Anja Pärson                  |
| 12 febbraio 2000 | Santa Caterina Valfurva | Italia      |                      | KB    | Renate Götschl                | Caroline Lalive             | Andrine Flemmen              |
| 17 febbraio 2000 | Åre                     | Svezia      |                      | GS    | Sonja Nef                     | Anita Wachter               | Brigitte Obermoser           |
| 19 febbraio 2000 | Åre                     | Svezia      |                      | DH    | Renate Götschl                | Regina Häusl                | Stefanie Schuster            |
| 20 febbraio 2000 | Åre                     | Svezia      |                      | SL    | Špela Pretnar                 | Kristina Koznick            | Anja Pärson                  |
| 25 febbraio 2000 | Innsbruck               | Austria     |                      | DH    | Renate Götschl                | Regina Häusl                | Michaela Dorfmeister         |
| 26 febbraio 2000 | Innsbruck               | Austria     |                      | SG    | Mélanie Turgeon               | Renate Götschl              | Tanja Schneider              |
| 27 febbraio 2000 | Innsbruck               | Austria     |                      | SG    | Renate Götschl                | Mélanie Turgeon             | Mojca Suhadolc               |
| 5 marzo 2000     | Lenzerheide             | Svizzera    |                      | DH    | Corinne Imlig                 | Petra Haltmayr              | Olesja Alieva Renate Götschl |
| 10 marzo 2000    | Sestriere               | Italia      |                      | SL    | Kristina Koznick              | Christel Pascal             | Špela Pretnar                |
| 11 marzo 2000    | Sestriere               | Italia      |                      | GS    | Sonja Nef                     | Carolina Ruiz               | Michaela Dorfmeister         |
| 15 marzo 2000    | Bormio                  | Italia      |                      | DH    | Régine Cavagnoud              | Corinne Rey-Bellet          | Renate Götschl               |
| 16 marzo 2000    | Bormio                  | Italia      |                      | SG    | Renate Götschl                | Martina Ertl                | Brigitte Obermoser           |
| 18 marzo 2000    | Bormio                  | Italia      |                      | GS    | Brigitte Obermoser            | Michaela Dorfmeister        | Birgit Heeb                  |
| 19 marzo 2000    | Bormio                  | Italia      |                      | SL    | Kristina Koznick              | Anja Pärson                 | Elisabetta Biavaschi         |

Legenda:

DH = discesa libera

SG = supergigante

GS = slalom gigante

SL = slalom speciale

KB = combinata

### Classifiche

#### Generale
| Pos. | Nome                 | Nazione  | Punti |
| ---- | -------------------- | -------- | ----- |
| 1    | Renate Götschl       | Austria  | 1631  |
| 2    | Michaela Dorfmeister | Austria  | 1306  |
| 3    | Régine Cavagnoud     | Francia  | 1036  |
| 4    | Isolde Kostner       | Italia   | 878   |
| 5    | Brigitte Obermoser   | Austria  | 806   |
| 6    | Sonja Nef            | Svizzera | 789   |
| 7    | Špela Pretnar        | Slovenia | 714   |
| 8    | Anja Pärson          | Svezia   | 704   |
| 9    | Martina Ertl         | Germania | 701   |
| 10   | Tanja Schneider      | Austria  | 695   |

#### Discesa libera
| Pos. | Nome               | Nazione  | Punti |
| ---- | ------------------ | -------- | ----- |
| 1    | Regina Häusl       | Germania | 529   |
| 2    | Renate Götschl     | Austria  | 524   |
| 3    | Isolde Kostner     | Italia   | 484   |
| 4    | Corinne Rey-Bellet | Svizzera | 435   |
| 5    | Régine Cavagnoud   | Francia  | 417   |

#### Supergigante
| Pos. | Nome             | Nazione  | Punti |
| ---- | ---------------- | -------- | ----- |
| 1    | Renate Götschl   | Austria  | 554   |
| 2    | Mélanie Turgeon  | Canada   | 343   |
| 3    | Mojca Suhadolc   | Slovenia | 341   |
| 4    | Régine Cavagnoud | Francia  | 330   |
| 5    | Isolde Kostner   | Italia   | 300   |

#### Slalom gigante
| Pos. | Nome                 | Nazione  | Punti |
| ---- | -------------------- | -------- | ----- |
| 1    | Michaela Dorfmeister | Austria  | 684   |
| 2    | Sonja Nef            | Svizzera | 602   |
| 3    | Anita Wachter        | Austria  | 470   |
| 4    | Anna Ottosson        | Svezia   | 402   |
| 5    | Allison Forsyth      | Canada   | 373   |

#### Slalom speciale
| Pos. | Nome             | Nazione     | Punti |
| ---- | ---------------- | ----------- | ----- |
| 1    | Špela Pretnar    | Slovenia    | 645   |
| 2    | Christel Pascal  | Francia     | 626   |
| 3    | Anja Pärson      | Svezia      | 499   |
| 4    | Trine Bakke      | Norvegia    | 434   |
| 5    | Kristina Koznick | Stati Uniti | 428   |

#### Combinata
Nel 2000 fu anche stilata la classifica della combinata, sebbene non venisse assegnato alcun trofeo alla vincitrice.
| Pos. | Nome                 | Nazione     | Punti |
| ---- | -------------------- | ----------- | ----- |
| 1    | Renate Götschl       | Austria     | 100   |
| 2    | Caroline Lalive      | Stati Uniti | 80    |
| 3    | Andrine Flemmen      | Norvegia    | 60    |
| 4    | Stefanie Schuster    | Austria     | 50    |
| 5    | Michaela Dorfmeister | Austria     | 45    |